# Зворничка тврђава
Кула град, познат и као Ђурђев град, Зворничка тврђава или Стари град Зворник је археолошки локалитет на брду изнад града Зворника. Утврђење је саграђено на тешко приступачном планинском масиву Млађевцу. Одлуком комисије за очување националних споменика 2005. године је проглашен националним спомеником Босне и Херцеговине.

## Историјат
Постоји више теорија о настанку утврђења Кула град. Град Зворник се први пут помиње 1410. године. Постоје подаци да је за време римске власти место било раскрсница путева који су водили од Сребренице, где је боравио римски прокуратор, односно управник рудника олова и цинка, до Сремске Митровице. Претпоставља се да је тврђава саграђена крајем XIII, или почетком XIV века те да су је подигли босански и мађарски феудалци, а током XV века заузео деспот Ђурађ Бранковић, по коме је град носио назив. Легенда, пак, говори о томе да је Проклета Јерина, како је у народу прозвана жена деспотова, подигла овај средњовековни град. Наиме, према тој легенди, у изградњи тврђаве учествовали су робови, који су „од руке до руке“ преносили камене блокове од каменолома удаљеног 12 километара. Тврђаву за време своје владавине (1460—1878) проширили Турци, а касније надограђивали Аустроугари, чија је посада у зворничкој тврђави била смештена од 1878. до 1918. године. Данас ова тврђава представља сведочанство различитих историјских периода.

## Структура утврђења
На месту данашњег Зворника некада се налазио друм, док је читав средњовековни град био смештен у овом утврђењу. Чинила су га три међусобно повезана дела.
Доњи град, се налази поред магистралног пута Зворник-Сарајево, а његов саставни део је бедем кроз чији део пролази ова саобраћајница. Зворничани су овај тунел прозвали „Градска капија“, јер се на том месту налазила капија кроз коју се улазило са друма и кретало према тврђави.
Средњи град представља најстарије здање овог утврђења. Градска капија је преко овог дела зидом била повезана са највишим делом утврђења. Биле су саграђене и три куле, од којих је највећа и најпознатија „Бела кула“, висока 20 метара, која се и данас налази у овом, средишњем делу. По овим трима кулама, касније је цело насеље названо „Кула Град“.
Горњи град је позициониран на атрактивном локалитету, са ког се пружа поглед на Зворник, Зворничко језеро и реку Дрину. До горњег града се стиже пешачком стазом, са које се такође може видети панорама градског језгра. Горњи град се налази на око 407 метара надморске висине.